# Eicochrysops pinheyi
Eicochrysops pinheyi är en fjärilsart som beskrevs av Heath 1985. Eicochrysops pinheyi ingår i släktet Eicochrysops och familjen juvelvingar. Inga underarter finns listade i Catalogue of Life.